# Кенжебаев, Шайзидин Камалович
Шайзидин Камалович Кенжебаев (16 января 1956) — советский и казахстанский футболист, защитник, полузащитник. Тренер.
Начинал карьеру в команде второй лиги «Металлург» Чимкент (1974, 1976). В 1977—1978 годах играл за дубль «Кайрата», за основную команду провёл один матч — 10 апреля 1977 года в 1/16 финала Кубка СССР против «Факела» (3:2). В дальнейшем — игрок команд второй лиги «Металлург»/«Мелиоратор» (1979, 1983—1987, 1989—1991), «Химик» Джамбул (1980—1982), «Восток» Усть-Каменогорск (1987—1988).
В чемпионате Казахстана играл за «Жигер» Чимкент (1992), «СКИФ-Ордабасы» Чимкент (1993), «Яссы» Туркестан (1994), в последней команде в том же году был начальником команды.
В 1996 — июле 1998 — главный тренер клуба «Кайсар-Харрикейн» Кзыл-Орда. В дальнейшем работал в чимкентском «Достыке»/«Ордабасы» главным тренером (2000, с июля; июнь — 5 октября 2006; 2006, с ноября; 2008, с 21 октября), тренером (2006—2008), тренером и главным тренером дубля (2009—2011; 2012; 2013, с мая), тренером по физподготовке (2013, по май; 2014; 2017—2019, U21).
Главный тренер «Мактаарала» (2015—2016), «Темирлана» (с 2020).